# Tavleen Singh
Pour les articles homonymes, voir Singh.
Tavleen Singh, née en 1950 à Mussoorie en Inde, est une journaliste politique, chroniqueuse et écrivaine indienne.
D'abord journaliste et enseignante en Angleterre, elle retourne en Inde puis devient correspondante de presse tour à tour en Angleterre et en Asie du Sud pour différents journaux. Elle travaille ensuite pour la télévision comme présentatrice et réalisatrice, et écrit des chroniques hebdomadaires pour la presse écrite.

## Biographie
Tavleen Singh naît à Mussoorie en 1950 dans une famille sikh. Elle étudie à la Welham Girls School. Elle suit un cours de journalisme de courte durée à la New Delhi Polytechnic en 1969. Elle est diplômée du St. Bede's College, à Shimla.
Elle termine ses études en Inde puis commence sa carrière par un poste de journaliste au Evening Mail, à Slough en Angleterre, où elle travaille et enseigne pendant deux ans et demi dans le cadre du programme de formation Westminster Press / Thompson.
Tavleen Singh retourne en Inde en 1974 pour travailler avec The Statesman en tant que journaliste. Elle rejoint ensuite The Telegraph comme correspondante spéciale en 1982. En 1985 et en 1987, elle est correspondante de presse en Asie du Sud pour le compte du Sunday Times de Londres. Par la suite, elle devient journaliste indépendante et écrit des articles pour India Today et The Indian Express. En 1988, elle reçoit le prix Chameli Devi Jain pour femme de médias exceptionnelle.
En 1990, elle commence à travailler pour la télévision en dirigeant le bureau de Plus Channel à Delhi. Tavleen Singh présente deux magazines vidéo appelés People Plus et Business Plus. Elle réalise Ek Din Ek Jeevan, un programme hebdomadaire en hindi pour STAR Plus. Elle continue à intervenir pour la presse écrite avec The Indian Express et The Hitavada, elle écrit une chronique hebdomadaire pour chacun d'eux, le dimanche.

## Vie privée
Tavleen Singh a un fils, l'écrivain Aatish Taseer, avec l'ancien politicien pakistanais Salman Taseer,,.

## Œuvres
- Cachemire : une tragédie d'erreurs, Viking, 1995. (ISBN 0-14-025078-6).
- Lollipop Street : Pourquoi l'Inde survivra à ses politiciens, Viking, 1999  (ISBN 0-670-88838-9).
- Cinquième colonne, Viking  (ISBN 0-670-08135-3) .
- Politique et incorrecte : la vraie Inde, les verrues et tout . Harpercollins. 2008. (ISBN 81-7223-712-X)[7].
- Durbar, Hachette, 2012  (ISBN 978-93-5009-444-0).
- Le rendez-vous brisé de l'Inde, Harpercollins, 2016  (ISBN 978-9351777571).
- Messiah Modi : Une histoire de grandes attentes, 2020.